# 幾何中心

Centroid of a triangle

数学における幾何中心（きかちゅうしん、英: geometric center, centroid）は、その図形に属する全ての点に亙ってとった算術平均の位置にある。この定義は任意の有限次元ユークリッド空間の任意の図形に対して一般化することができる。やや不正確な言い方だが、幾何中心はその点で図形をピン止めすればその図形が完全に釣り合うような点である。
初等幾何学において、「重心」("barycenter") が幾何中心の同義語として用いられるが、天文学や天体物理学において 重心 (barycenter) は互いを周る多数の天体成す系の重心（質量中心）として用いられ、また物理学において質量中心は（局所密度や比重量を重みとする）全ての点の重み付き算術平均を表している。考えている物理的対象が一様な密度を持つならば質量中心はその図形の幾何中心に一致する。

## 性質
凸図形の幾何中心は必ずその図形の内側に載っているが、凸でない図形の場合には図形の外部へ出る場合もある。例えば、アニュラス（環帯）やボウル形の幾何中心は、それら図形の中空部分にある。
幾何中心が定まるならば、それはその図形の対称性の群に対するすべての対称変換に対する不動点である。特に、図形の幾何中心はその各鏡像対称の不変超平面全ての交わりの上に載っている。多くの図形（正多角形, 正多面体, 円筒, 矩形, 菱形, 円周, 球面, 楕円, 楕円体, スーパー楕円, 超楕円体, など）の幾何中心がこの原理だけで決定できる。
特に平行四辺形の幾何中心はその二つの対角線の交点であるが、ほかの四辺形ではそれは正しくない。
同じ理由から、不動点を持たない並進対称図形の幾何中心は定義されない（か考えている空間の外にあるとする）。

## 重心の計算
k 個の点 x1, x2, xk ∈ Rn の成す有限集合の幾何中心は {\displaystyle C={\frac {x_{1}+x_{2}+\dotsb +x_{k}}{k}}} で与えられる点である。この点は、集合の各点からの平方ユークリッド距離の和を最小化する。
平面図形 X の重心を、図形を有限個のより単純な図形 X1, X2, …, Xn に分割することで計算することができる。各小図形片 Xi の重心を Ci, 面積を Ai として、X の重心の各座標は {\displaystyle C_{x}:={\frac {\sum C_{i_{x}}A_{i}}{\sum A_{i}}},\quad C_{y}:={\frac {\sum C_{i_{y}}A_{i}}{\sum A_{i}}}} と求められる。X に穴があったり、小片が重なっていたり、小片が図形の外にはみ出していたりする場合でも、面積を符号付きで考えていれば式は成立する。具体的には、各小片の符号付き面積の符号は、考えている図形の存在する空間の各点 p に対し、p が X に属すれば p を含むすべての小片 Xi に対するAi の符号の和が 1, さもなくば 0 となるように正または負と決められる。
Xi の「面積」のところを「体積」とし、z-座標にも同じ形の式を追加すれば、同じことは三次元でも成り立つ。また同様に、d-次元体積（容積）をとれば、任意の次元 d に対する Rd の任意の部分集合に対しても成り立つ。
Rd の部分集合 X の重心を積分 {\displaystyle C={\frac {\int xg(x)\,{\mathit {dx}}}{\int g(x)\,{\mathit {dx}}}}} によって計算することもできる。ただし、積分は全空間 Rd にわたってとるものとし、g は X の指示函数とする。分母は単に X の測度（d-次元容積）のことであるのに注意せよ。この公式は X が零集合の場合や積分が発散する場合には有効でない。
別の公式として、Sk(z) は X と方程式 xk = z の定める超平面との交わりの測度として、幾何中心 C の第 k-座標は {\displaystyle C_{k}={\frac {\int zS_{k}(z)\,{\mathit {dz}}}{\int S_{k}(z)\,{\mathit {dz}}}}} で与えられる。これもやはり分母は単に X の測度である。
特に平面図形として、連続函数 f, g と区間 [a, b] で囲まれた領域を考えるとき、その重心 (x, y) は、f(x) ≥ g(x) (∀x ∈ [a, b] のとき、A をその領域の面積 ({\textstyle =\int _{a}^{b}[f(x)-g(x)]\,{\mathit {dx}}}) として{\displaystyle {\begin{aligned}{\bar {x}}&={\frac {1}{A}}\int _{a}^{b}x[f(x)-g(x)]{\mathit {dx}},\\{\bar {y}}&={\frac {1}{A}}\int _{a}^{b}\left[{\frac {f(x)+g(x)}{2}}\right][f(x)-g(x)]{\mathit {dx}}\end{aligned}}}で与えられる。

## 各種図形の重心とその位置

### 三角形の重心
三角形の重心は、三角形の三つの中線（各中線は各頂点とその対辺の中点を結ぶ）の交点である。三角形の重心は、その三角形のオイラー線上にあり、オイラー線はまた垂心や外心といった種々の中心も結ぶ。
重心を通る三つの中線は何れもその三角形の面積を二分するが、これは重心を通る他の種類の線に対しては成り立たない。等分割から最も遠い状況は、重心を通る直線が三角形の辺と平行となるときに生じ、この場合にできる小さい三角形と台形に関して、台形の面積はもとの三角形の 5/9 になる。
頂点を A, B, C, 重心を G とする三角形の載った平面上の任意の点を P とすれば、三頂点からの P の距離の平方和は、三頂点からの重心 G の距離の平方和よりも P, G 間の距離の平方の三倍だけ大きい。式で書けば
{\displaystyle {\text{PA}}^{2}+{\text{PB}}^{2}+{\text{PC}}^{2}={\text{GA}}^{2}+{\text{GB}}^{2}+{\text{GC}}^{2}+3{\text{PG}}^{2}}
が成り立つ。
三角形の三辺の長さの平方和は、重心から各頂点への距離の平方和の三倍：
{\displaystyle {\text{AB}}^{2}+{\text{BC}}^{2}+{\text{CA}}^{2}=3({\text{GA}}^{2}+{\text{GB}}^{2}+{\text{GC}}^{2})}
である。
三角形の重心は、三角形の辺からの向き付けられた距離の積を最大化する。
三角形の重心はその中線を 2 : 1 に分ける、つまり各辺から対する頂点へ結んだ距離の ⅓ の位置にある。その各座標は三頂点の座標の算術平均になっている。つまり、三頂点 L = (xL, yL), M = (xM, yM), N = (xN, yN) に対し、幾何中心 C（三角形幾何学では C と書くのがふつう）は {\displaystyle C={\frac {1}{3}}(L+M+N)=({\tfrac {1}{3}}(x_{L}+x_{M}+x_{N}),\;\;{\tfrac {1}{3}}(y_{L}+y_{M}+y_{N}))} で与えられる。したがって、この重心は重心座標系において 1/3 : 1/3 : 1/3 の位置にある。
三線座標系において三角形の重心は、三角形の各辺の長さ a, b, c および各頂点の角度 L, M, N を用いて以下のような形（いずれも同値）:{\displaystyle {\begin{aligned}C&={\frac {1}{a}}:{\frac {1}{b}}:{\frac {1}{c}}=bc:ca:ab=\csc L:\csc M:\csc N\\&=\cos L+\cos M\cdot \cos N:\cos M+\cos N\cdot \cos L:\cos N+\cos L\cdot \cos M\\&=\sec L+\sec M\cdot \sec N:\sec M+\sec N\cdot \sec L:\sec N+\sec L\cdot \sec M\end{aligned}}} に書ける。

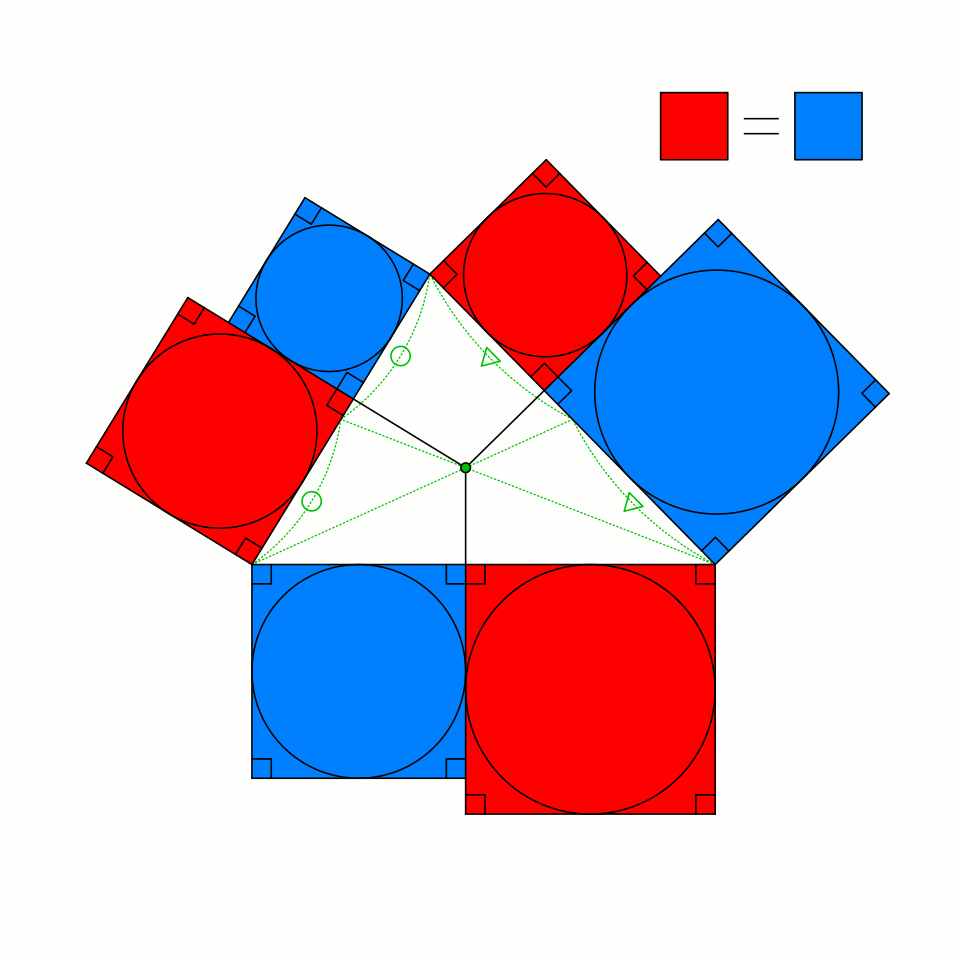
三角形の各辺を重心からの垂線との交点で分割した時、分割後の長さの辺を持つ各正方形を図のように時計回りの順番の奇偶でグループ分けすると、グループ別合計面積は互いに等しくなっている。
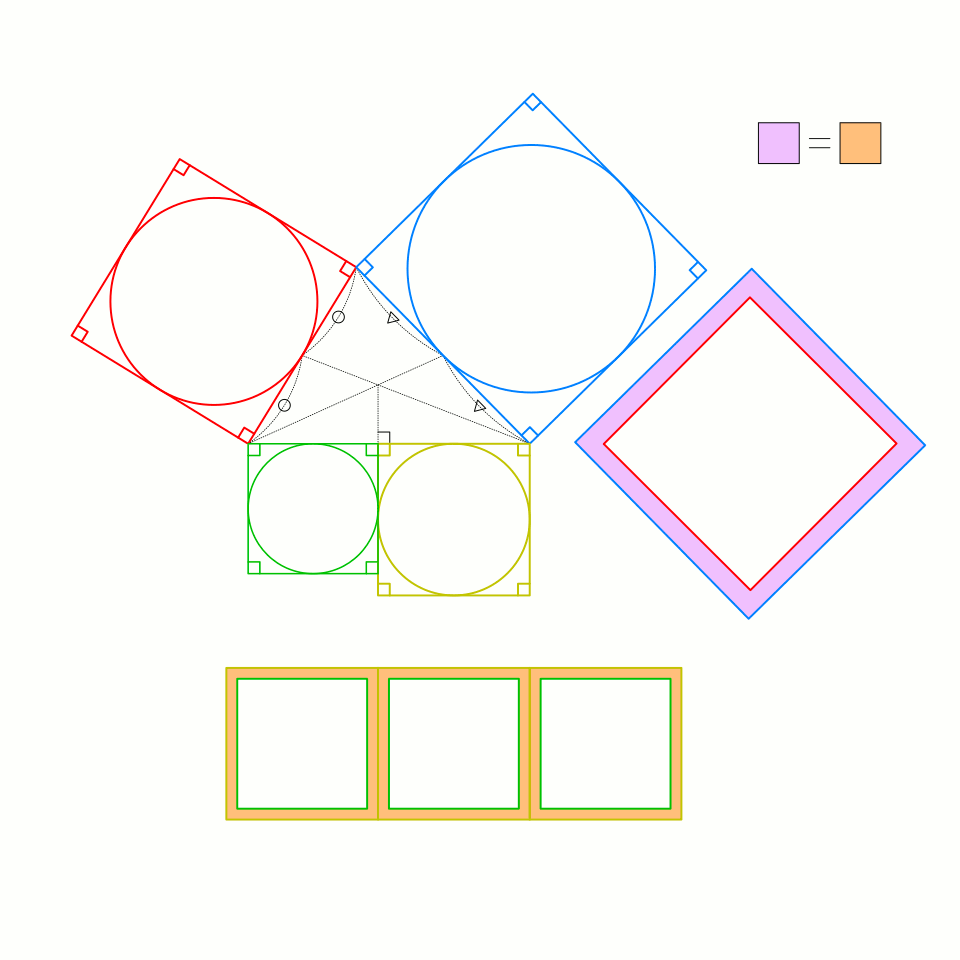
三角形の一辺を重心からの垂線との交点で分割した時、分割後の長さそれぞれの辺を持つ正方形同士の面積の差は、他の二辺それぞれの長さの辺を持つ正方形同士の面積の差の三分の一となっている。

### 多角形の重心
自己交叉を持たない閉多角形の重心は、その n 個の頂点を反時計回りに (x0, y0), (x1, y1), …, (xn−1, yn−1) とするとき、各座標が {\displaystyle {\begin{aligned}C_{x}&={\frac {1}{6A}}\sum _{i=0}^{n-1}(x_{i}+x_{i+1})(x_{i}y_{i+1}-x_{i+1}y_{i})\\C_{y}&={\frac {1}{6A}}\sum _{i=0}^{n-1}(y_{i}+y_{i+1})(x_{i}y_{i+1}-x_{i+1}y_{i})\end{aligned}}} で与えられる点 (Cx, Cy) を言う。ただし A はこの多角形が囲む符号付き面積 {\displaystyle A={\frac {1}{2}}\sum _{i=0}^{n-1}(x_{i}y_{i+1}-x_{i+1}y_{i})} である。
上記の公式で i = n − 1 のときの i + 1 (= n) に対応する頂点座標が現れているが、ここでは頂点たちは多角形の外周に沿って現れた順に番号付けしていって一周したら、さらに頂点 (xn, yn) は (x0, y0) へ戻ったものと考える。上では反時計回りとしたが、時計回りにした場合すべての符号が反転するから、上記の重心座標の式はその場合にもそのまま有効である。

### 錐体の重心
円錐または角錐の重心は、頂点と底面の重心を結ぶ線分上にある。錐体の重心は底面から頂点への 1/4 のところにあり、錐面の場合は底面から頂点への 1/3 のところにある。

### 単体の重心
四面体はその面が四つの三角形であるような三次元空間内の図形である。四面体の頂点から対面の重心へ結んだ線文は中線 (median) と言い、二つの対辺の中点同士を結ぶ線分は陪中線 (bimedian) と呼ぶ。よって四面体には四つの中線と三つの陪中線があることになるが、これら七つの線分はすべて四面体の重心において交わる。この中線は重心によって 3 : 1 に分けられる。四面体の重心は、その四面体のモンジュ点と外心（外接球面の中心）との中点であり、これら三点が載った「オイラー線」は三角形のオイラー線の四面体版である。
これらの結果は任意の n-次元単体に以下のように一般化される。単体の頂点集合を {v0, … , vn} とすれば、各頂点をその位置ベクトルと同一視して、重心は {\displaystyle C={\frac {1}{n+1}}\sum _{i=0}^{n}v_{i}} で与えられる。

### 半球の重心
半球体の重心は、球の中心と半球の極を結ぶ線分を 3 : 5 に分ける。中空半球（中空球体の半分）の重心は、球の中心と半球面の極を結ぶ線分を二分する。